# Möckern (Turingia)
Möckern es un municipio situado en el distrito de Saale-Holzland, en el estado federado de Turingia (Alemania), a una altitud de 285 metros. Su población a finales de 2016 era de unos 120 habitantes y su densidad poblacional, 20 hab/km².
Se encuentra ubicado a poca distancia al sur de la frontera con el estado de Sajonia-Anhalt, y cerca de la ciudad de Jena.